# (163) Erígone
(163) Erígone es un asteroide perteneciente al cinturón de asteroides descubierto por Henri Joseph Anastase Perrotin desde el observatorio de Toulouse, Francia, el 26 de abril de 1876. Está nombrado por Erígone, un personaje de la mitología griega.

## Características orbitales
Erígone orbita a una distancia media del Sol de 2,367 ua, pudiendo alejarse hasta 2,819 ua y acercarse hasta 1,915 ua. Su excentricidad es 0,191 y la inclinación orbital 4,815°. Emplea en completar una órbita alrededor del Sol 1330 días.